# Felicie Sicilská
Felicie Sicilská (je sporné, zda se tak skutečně jmenovala, proto bývá tradičně zvaná italsky Busilla, maďarsky Buzilla, zemřela asi roku 1102 ?) byla princezna normanské dynastie Hautevillů, od roku 1097 uherskou královnou.

## Život
Narodila se jako jedna z mnoha dcer sicilského hraběte Rogera. Její jméno Felicie není jisté a pozdější jméno Busilla s největší pravděpodobností pochází ze staroitalského výrazu pro mladou dívku „pucelle“.
Zřejmě na jaře roku 1097 byla provdána za uherského a později též chorvatského krále Kolomana z dynastie Arpádovců. Svému vzdělanému choti dala dva syny a dvě dcery.
Zemřela zřejmě roku 1102 a pohřbená je v katedrále Nanebevzetí Panny Marie v Székesfehérváru.
Kolomanovou druhou manželkou se stala Eufémie Kyjevská.